# Estátua de Simón Bolívar

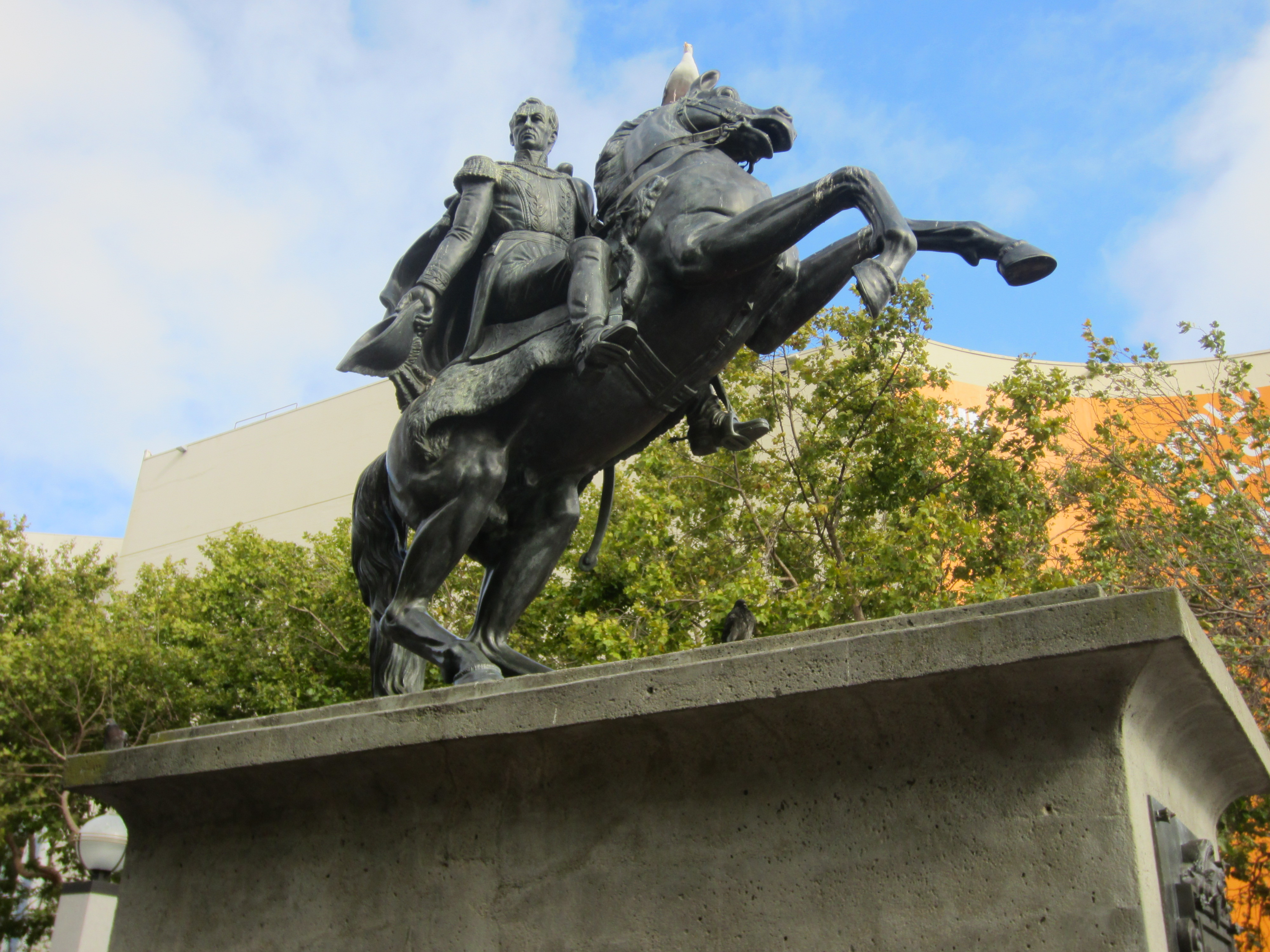
Vista do monumento em San Francisco.

A estátua de Simón Bolívar (em inglês:  Simon Bolivar Statue) também conhecida como  General Bolívar, é uma escultura de bronze de Simón Bolívar concedida por Adamo Tadolini. Os modelos da obra encontram-sde na Plaza Bolívar de Caracas, na Plaza del Congreso em Lima e na Plaza Naciones Unidas, na cidade de San Francisco, Estados Unidos.
A escultura em San Francisco, foi projetada por Miriam Gandica Mora e por Victor Hugo Barrenchea-Villegas, sendo inaugurada em dezembro de 1984.
Simon Bolívar foi esculpida por Adamo Tadolini. A estátua equestre representa Simón Bolivar em cima de seu cavalo empinado, vestido com trajes militares, incluindo uma camada de decoração. Outros acessórios incluem botas e uma faixa. Ele tem uma espada com bainha em sua coxa esquerda, segurando seu chapéu no lado direito do corpo.